# Спортска социологија
Спортска социологија је специјална грана социологије која се бави истраживањем укрштања подручја спорта, науке о спорту и социологије. Она је уско повезана са науком, која се бави истраживањем социјалног дејства у спорту, као и дејства социјалних промена, у којима је спорт релевантан. Она је дисциплина која се темељи на теорији и строго поступа емпиријски.

## Осврт
Спортска социологија је највише раширена у САД-у. Од 1980. године важи као субдисциплина науке о спорту и социологије у Аустрији, од 1970. године у Немачкој. Интернационално удружење социологије спорта је основано 1967. Генерални секретар (касније председник) био је Гинтер Лишен. Од 1960. године је појам „ спортска социологија “ замењен синонимом „социологија спорта “. Прву уводну књигу „Социологија спорта “ је написао Хајнц Рисе 1921.

## Социолошка позадина
Спорт је увек имао социолошку позадину. Он почиње ратничким вежбама, које је требало да послуже као свеобухватни задатак мушких становника у заштити заједнице; одатле спорт поседује одбрамбено спортске особине па и у античким градовима државама (као и у грчком Полису) је имао увек и религиозно упориште, као што  показује и постанак олимпијских игара. Временом је био протеран са дворова, а онда као саставни део васпитања у интернатима, постао је јаче озакоњен и развио је такође и основне облике пристојности („То није спортски “). Са развићем националних држава постао је средство пропаганде, а са медијима саствани део индустрије забаве и облик конзумирања.

## Подручје примене
Кроз спортску социологију може да се објасни, колико дубоко се огледају трендови једног друштва у спорту. Јер спорт не постоји сам за себе, већ је увек уграђен у социокултуролошке оквире. У време масовних медија, многи професионални спортисти дефинишу се својим спортским успехом, који постижу великим напором и пратећим уговорима за рекламе.